# Província de Manuel María Caballero

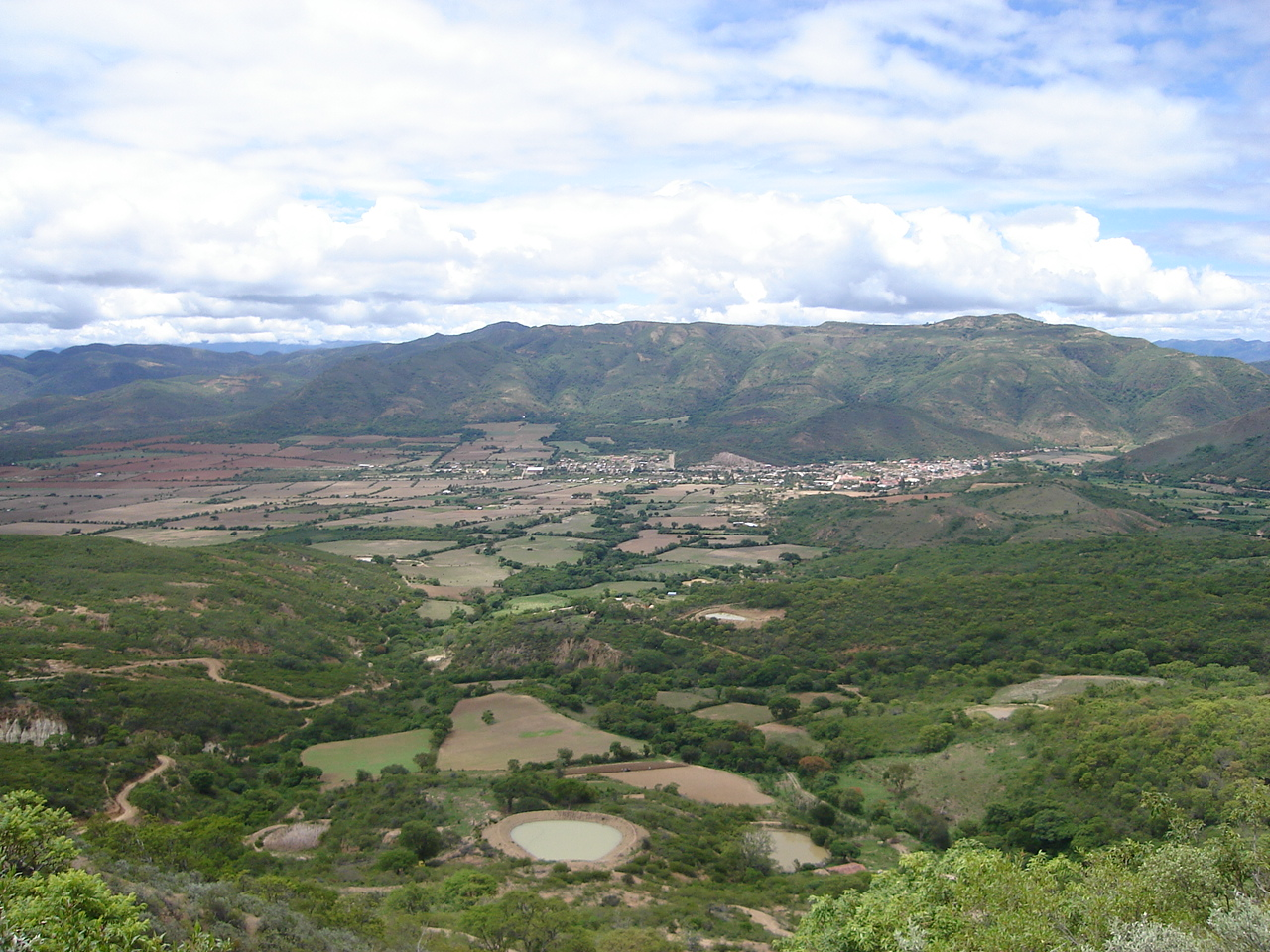
Vista panoràmica de Comarpa.

La província de Manuel María Caballero o província Caballero és una de les 15 províncies del Departament de Santa Cruz a Bolívia. Està dividida administrativament en dos municipis: Comarapa (la capital) i Saipina.
La província va ser creada el 1960, durant la presidència de Víctor Paz Estenssoro, i rep el nom del periodista, advocat i polític Manuel María Caballero, diputat de la República.